# Brad Cloepfil

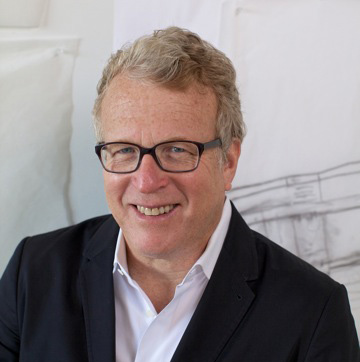
Brad Cloepfil

Brad Cloepfil (* 1956 in Portland, Oregon, USA) ist ein US-amerikanischer Architekt und Gründer und Mitinhaber des Architekturbüros Allied Works Architecture in Portland.

## Leben
Cloepfil wuchs in der Nähe von Portland auf und studierte Architektur an der University of Oregon. Dort lernte er unter anderem die Bauten von Lous Kahn kennen. Nach seinem Bachelorabschluss ging er 1980 in die Schweiz, um im Büro von Mario Botta zuarbeiten. 1985 errang er an der Columbia University in New York City den Titel Master of Architecture. In New York lernte er die Bauten von Richard Serra und die Künstler des Land Art kennen. In den nächsten Jahren lehrte er in New York City, Kalifornien und Oregon, bevor er 1994 mit Partnern sein eigenes Architekturbüro aufbaute.

## Arbeiten des Architekten und seines Büros
- Maryhill Overlook des Maryhill Museum of Art, Goldendale, Washington: Der 1998 fertiggestellte Aussichtspunkt sind 11 Baukörper, die eine 2,4 Meter breite und 45 Meter lange Struktur aus vorgespanntem Sichtbeton bilden. Die Baukörper stehen im Zusammenhang mit den auf der gegenüberliegenden Seite des Columbia River im Bundesstaat Oregon sichtbaren Tafelbergen. Der Outlook ist das bisher einzig ausgeführte Siting des Architekturbüros an welchem jeweils die Architektur mit den Gegebenheiten des jeweiligen Ortes kommunizieren soll.

- Wieden + Kennedy Building: Das Projekt in Portland, Oregon befasste sich mit dem Umbau eines Lagerhauses aus dem Jahre 1908, welches zuletzt als Kühlhaus diente. Aus dem dunklen Gebäude mit Mauerwerk und Holzfachwerk wurde durch den Einsatz von Beton und wiederverwendetes Holz ein lichtdurchflutetes Bürogebäude. Der Erfolg der Architektur brachte dem Büro weitere Aufträge von Wieden + Kennedy und anderen Klienten.

- Contemporary Art Museum St. Louis: Allied Works Architects gewann den Wettbewerb gegen weltberühmte Architekten wie Peter Zumthor, Herzog & de Meuron und Rem Koolhaas. Der 2003 fertiggestellte Bau liegt dem von Tadao Ando geplanten Gebäude der Pulitzer Foundation for the Arts gegenüber und wurde 2003 fertiggestellt. Es dient als Ausstellungshalle, da das Museum keine eigene Sammlung hat.

- Seattle Art Museum Erweiterungsbau: Das Projekt aus dem Jahre 2002 erweitert den von Robert Venturi 1991 erstellten Museumsbau und stellt einer Versicherungsgesellschaft Büroräume zur Verfügung, bis das Museum eigenen Platzbedarf anmeldet.

- Museum of Arts and Design, New York: Das Museum beauftragte 2002 Cloepfil mit dem Umbau des Gebäudes 2, Columbus Circle in Manhattan, der 2008 fertiggestellt wurde. Sowohl vor dem Umbau, als auch nachher wurden intensive Diskussionen über das Projekt geführt.

- Clyfford Still Museum, Denver: 2011 wurde das Museum, welches dem Denver Art Museum des Architekten Daniel Libeskind gegenüberliegt, eröffnet. In dem Museum wird das Lebenswerk des US-amerikanischen abstrakten Künstlers Clyfford Still ausgestellt.

- University of Michigan Museum of Art in Ann Arbor, Michigan: 2009 fertiggestellt.

- National Music Center, Calgary, Alberta, Kanada: Fertigstellung ist für 2016 geplant.